# Feel (groupe)
Pour les articles homonymes, voir Feel.

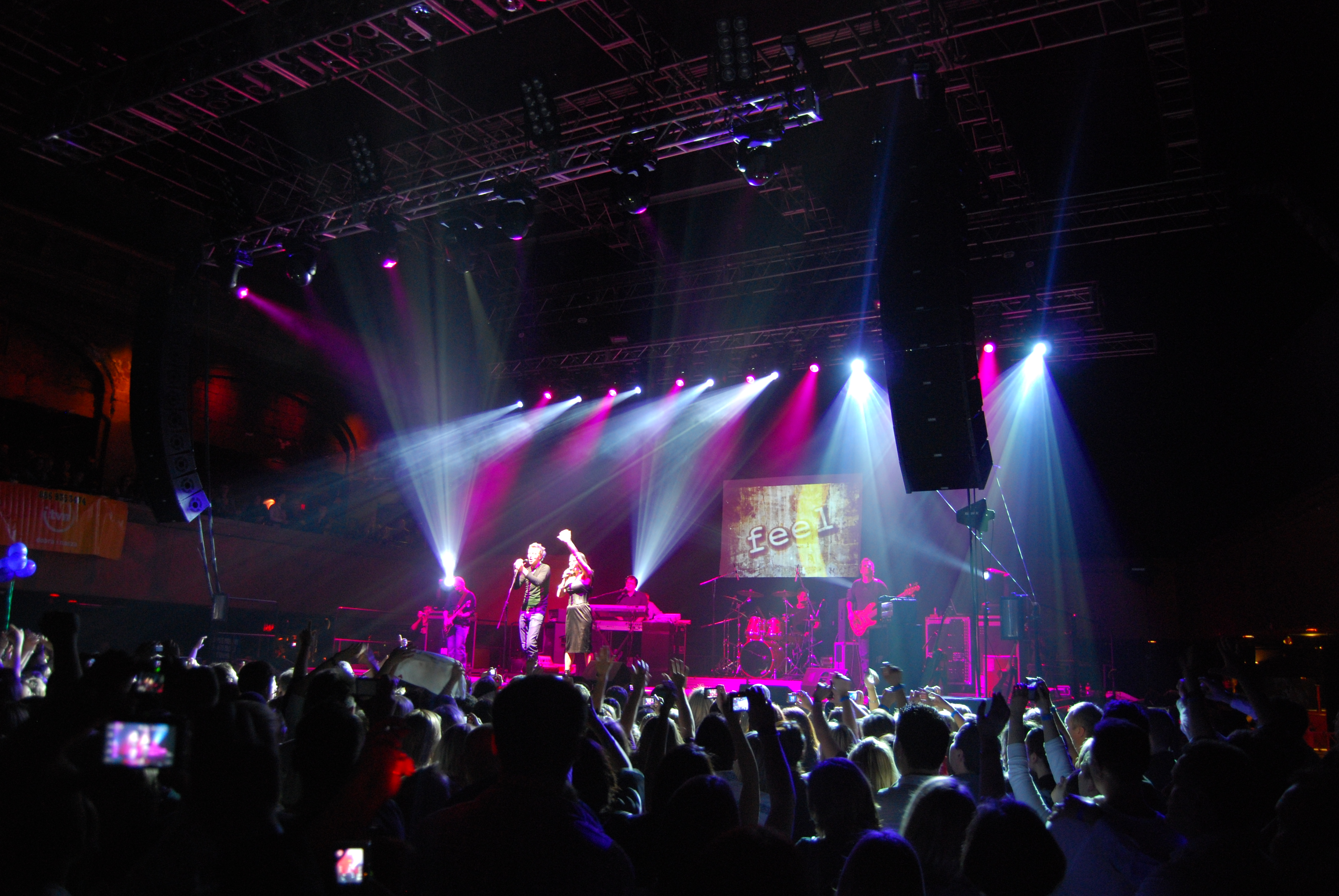
Feel sur scène à New York en 2009.

Feel est un groupe polonais créé à Katowice en 2005. Il s'est d'abord appelé Q2, puis Kupicha Band, avant de prendre son nom définitif [Quand ?].
Le groupe n’a qu’un album. Jusqu'ici[Quand ?] leur plus grand succès est leur victoire au Festival de Chanson international de Sopot 2007.

## Membres

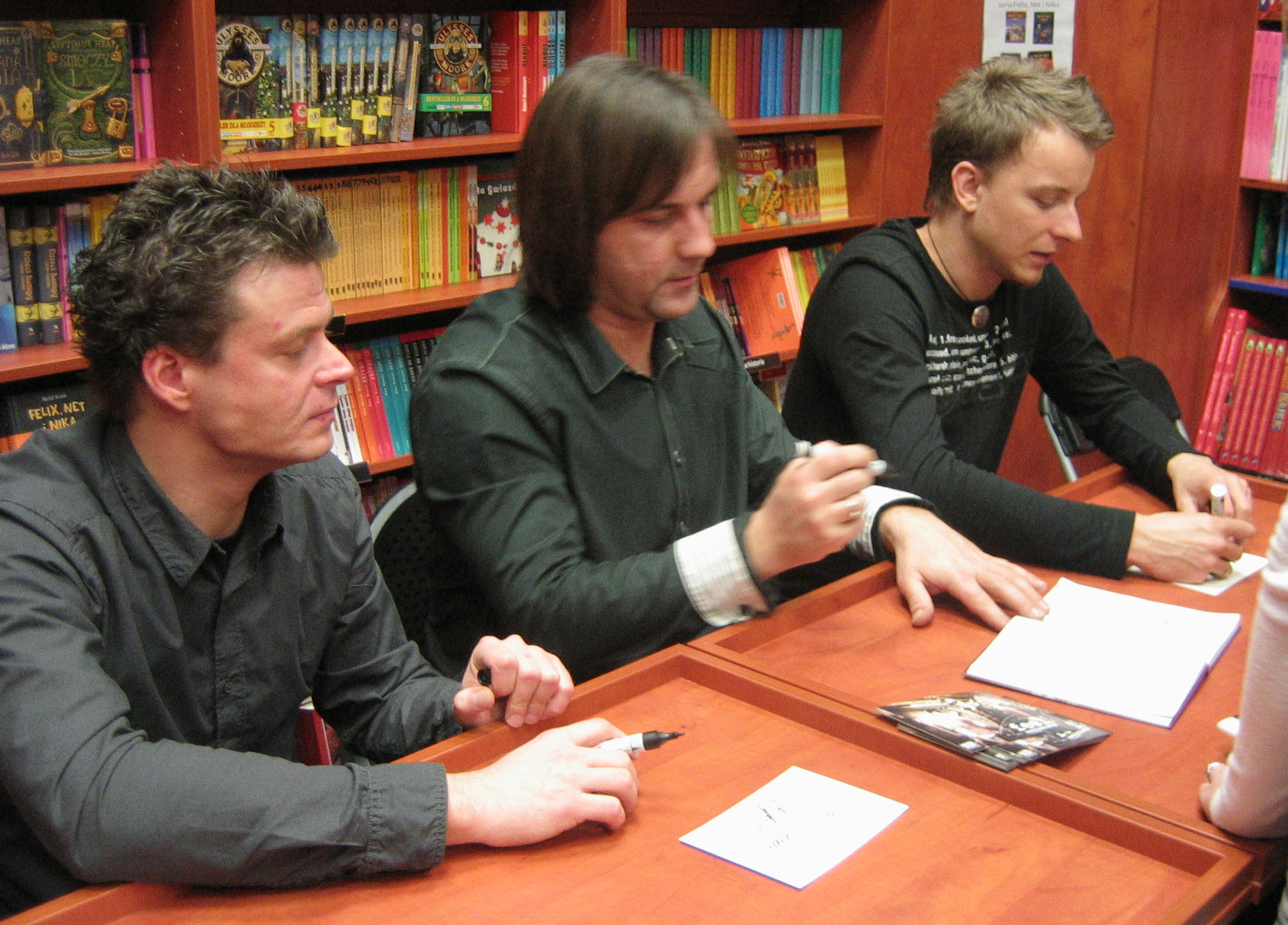
Séance de dédicaces de Feel en 2008.

- Piotr Kupicha - Chant, Guitare
- Łukasz Kożuch - Clavier
- Michał Nowak - Basse
- Michał Opaliński - Tambours

## Discographie
- 2005 : Jest Już Ciemno
- 2006 : Pokaż na co Cię stać